# Rue de Libourne
La rue de Libourne est une voie située dans le quartier de Bercy du 12e arrondissement de Paris.

## Situation et accès
La rue de Libourne est accessible à proximité par la ligne de métro 14 à la station Cour Saint-Émilion.

## Origine du nom
Le nom de la voie fait référence à la ville de Libourne, également connue pour son vignoble, du fait de sa proximité avec les entrepôts de vins de Bercy.

## Historique
Ouverte en 1877, dans les anciens entrepôts de vin de Bercy, cette rue est restructurée vers 1990 lors du réaménagement de la ZAC de Bercy.

## Bâtiments remarquables et lieux de mémoire

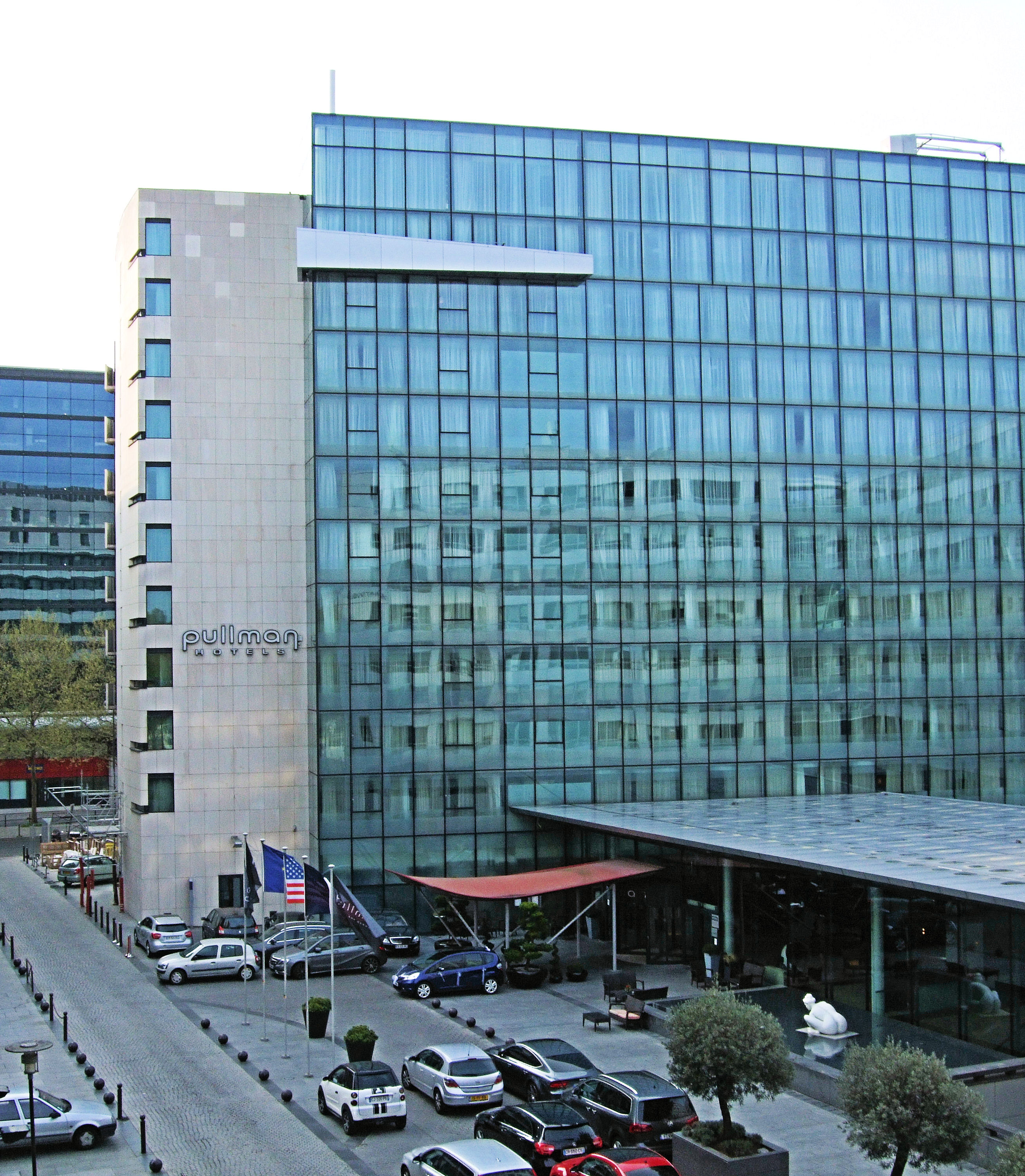
Pullman Paris Bercy Hotel au 1, rue de Libourne.

- N°25 : Edmond Miellet y a vécu jusqu'à sa mort[1].